# Bernard Hill
Bernard Hill (Manchester, 17 dicembre 1944 – Reydon, 5 maggio 2024) è stato un attore britannico, detentore di un singolare primato, avendo egli recitato in due dei tre film della storia del cinema vincitori di 11 Premi Oscar, Titanic e Il Signore degli Anelli - Il ritorno del re.

## Biografia
Bernard Hill nacque a Blackley, una località di Manchester, il 17 dicembre 1944. Cresciuto in una famiglia cattolica di minatori, Hill frequentò lo Xaverian College e poi la Manchester Polytechnic School of Drama insieme a Richard Griffiths. Si diplomò in Teatro nel 1970.
Tra i film che gli diedero maggiore celebrità internazionale vi furono Titanic (1997), nel ruolo del comandante della RMS Titanic Edward Smith, il secondo e il terzo capitolo della trilogia de Il Signore degli Anelli (Le due torri e Il ritorno del re, nel ruolo di re Théoden) e Wimbledon (2004). In precedenza recitò anche nel film Il Bounty (1984), accanto a Anthony Hopkins, Mel Gibson e Liam Neeson. Inoltre interpretò Philos nella pellicola Il Re Scorpione ed ebbe un cameo nel film Operazione Valchiria (2008).
Bernard Hill morì a Raydon, parrocchia civile situata nei pressi di Southwold, il 5 maggio 2024, all'età di 79 anni.

## Vita privata
Hill ebbe una figlia da una relazione con Sue Allen ed un figlio da una relazione con Annabel Turner.
Fu un tifoso di lunga data del Manchester United.
Nel 2019 Hill ricevette una laurea ad honorem dall'Università dell'East Anglia.
Gli resero omaggio i suoi co-protagonisti della trilogia del Signore degli Anelli, l'autore di "Boys from the Blackstuff"Alan Beasdale, la musicista Barbara Dickson e la regista della BBC Drama Lindsay Salt.

## Filmografia

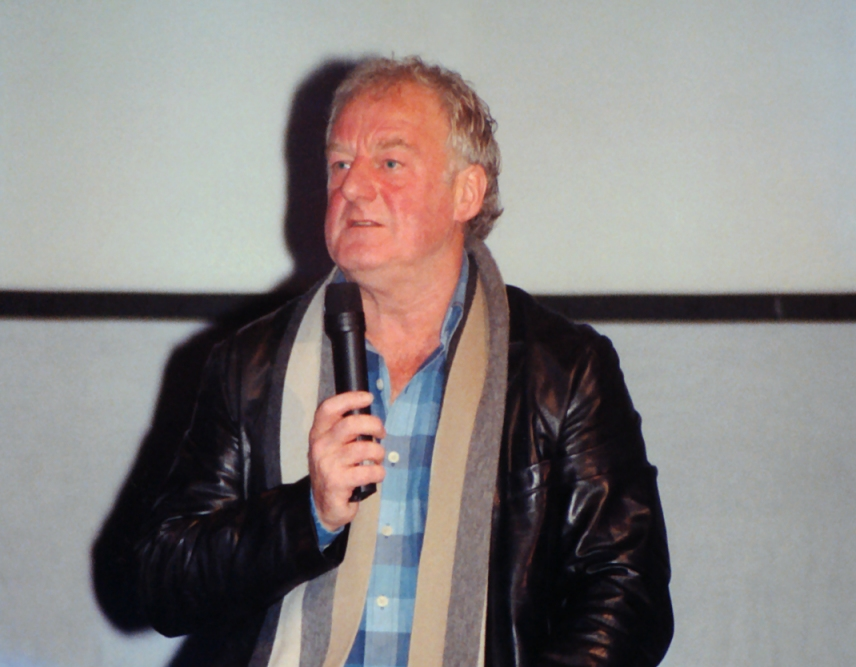
Bernard Hill a Bonn nel 2004

- Gandhi, regia di Richard Attenborough (1982)
- Il Bounty (The Bounty), regia di Roger Donaldson (1984)
- Giochi nell'acqua (Drowning by Numbers), regia di Peter Greenaway (1988)
- Le montagne della luna (Mountains of the Moon), regia di Bob Rafelson (1990)
- Spiriti nelle tenebre (The Ghost and the Darkness), regia di Stephen Hopkins (1996)
- Titanic, regia di James Cameron (1997)
- Fino a prova contraria (True Crime), regia di Clint Eastwood (1999)
- Sogno di una notte di mezza estate (A Midsummer Night's Dream), regia di Michael Hoffman (1999)
- Il Re Scorpione (The Scorpion King), regia di Chuck Russell (2002)
- Il Signore degli Anelli - Le due torri (The Lord of the Rings: The Two Towers), regia di Peter Jackson (2002)
- I ragazzi di Clare (The Boys of Clare), regia di John Irvin (2003)
- Gothika, regia di Mathieu Kassovitz (2003)
- Il Signore degli Anelli - Il ritorno del re (The Lord of the Rings: The Return of the King), regia di Peter Jackson (2003)
- Wimbledon, regia di Richard Loncraine (2004)
- The League of Gentlemen's Apocalypse, regia di Steve Bendelack (2005)
- Franklyn, regia di Gerald McMorrow (2008)
- Operazione Valchiria (Valkyrie), regia di Bryan Singer (2008) - cameo
- ParaNorman, regia di Sam Fell e Chris Butler (2012) – voce
- Golden Years - La banda dei pensionati (Golden Years), regia di John Miller (2016)

## Doppiatori italiani
Nelle versioni in italiano dei suoi film, Bernard Hill fu doppiato da:
- Stefano De Sando ne Il Signore degli Anelli - Le due torri, Il Signore degli Anelli - Il ritorno del re
- Carlo Valli in Fino a prova contraria, Riccardo III (Primo sicario)
- Eugenio Marinelli in Wimbledon, Operazione Valchiria
- Augusto Di Bono in Franklyn, La tela del ragno
- Michele Kalamera in Enrico VI
- Bruno Alessandro in Titanic
- Omero Antonutti in Sogno di una notte di mezza estate
- Luciano De Ambrosis in Il Bounty
- Dante Biagioni ne Il Re Scorpione
- Sergio Fiorentini in The Boys from County Clare
- Sandro Iovino in Gothika
- Raffaele Uzzi in Spiriti nelle tenebre
- Dario Penne in Golden Years - La banda dei pensionati
- Emilio Cappuccio in Riccardo III (Sir William Brandon/Sceriffo di Wiltshire)

Da doppiatore fu sostituito da:
- Paolo Buglioni in Shakespeare - I capolavori animati
- Gerolamo Alchieri in ParaNorman